# Imparțialitate
Imparțialitatea (numită și egalitate sau echitate) este un principiu al justiției care consideră că deciziile ar trebui să se bazeze pe criterii obiective mai degrabă decât pe baza prejudecăților sau preferând beneficiul unei persoane față de alta din motive incorecte.
Imparțialitatea este o cerință pentru chestiuni politice sau juridice și este considerată o virtute. Pentru a vorbi în public, este important de a demonstra imparțialitate în cele expuse pentru a nu stârni neîncredere sau dezacord în rândul ascultătorilor.
Imparțialitatea este una din caracteristicile unei  birocrații raționale, potrivit teoriei lui Max Weber.
Imparțialitatea justiției este simbolizată prin ochii legați a  zeiței dreptății Themis.

## Conceptul juridic
Dreptul Uniunii Europene menționează în Carta Drepturilor Fundamentale a Uniunii Europene:
- Dreptul la o bună administrare: orice persoană are dreptul să i se acorde accesul în mod imparțial, corect și într-un termen rezonabil la  instituțiile, organele, oficiile și agențiile Uniunii (articolul 41)
- Dreptul la o cale de atac eficientă și la un proces echitabil: orice persoană are dreptul la o audiere corectă și publică într-un termen rezonabil de către un tribunal independent și imparțial stabilit anterior prin lege[4].

## Legături externe
- en Impartiality, from Stanford Online Encyclopedia of Philosophy
- en openbible.info Biblia despre imparțialitate
- en quranicteachings.org Coranul despre imparțialitate